# USSPA Albi VB
USSPA Albi VB var en volleybollklubb (damer) från Albi, Frankrike bildad 1975. Den var ursprungligen en sektion av USSPA Albi (grundad 1951).
Ursprungligen tävlade laget i tävlingar arrangerade av UFOLEP (Union française des œuvres laïques d'éducation physique), men det gick 1979 över att tävla i Fédération Française de Volleyball. De gick under 1980-talet och början av 1990-talet igenom seriesystemet så att de 1995 debuterade i högsta serien (då under namnet Nationale 1A.). De höll sig kvar i serien fram till 2009 då de degraderades av ekonomiska skäl. Under denna perioden kom de trea tre gånger (1999, 2007 och 2008). De nådde också final i Coupe de France tre gånger. De återkom i högsta serien 2012 för att sedan åka ur 2013.
Klubben gick i konkurs 2015. Samtidigt bildades en ny klubb Volley-Ball Albigeois som började längre ner i seriesystemet (Régionale 2) säsongen 2015/2016.